# Doryopteris patula
Doryopteris patula là một loài dương xỉ trong họ Pteridaceae. Loài này được Fée mô tả khoa học đầu tiên.